# Die Hard Arcade
Die Hard Arcade, или Dynamite Deka (яп. ダイナマイト刑事 Дайнамайто Дэка) в Японии — компьютерная игра в жанре избей их всех, созданная компанией Sega в 1996 году. Выпущенная первоначально на аркадных автоматах, проект был позже портирован на консоли Sega Saturn и PlayStation 2.
За пределами Японии Dynamite Deka лицензировала компания Fox Interactive и адаптировала проект под фильм «Крепкий орешек» 1988 года. Однако вышедший в 1998 году сиквел Dynamite Cop уже не был привязан к кинофраншизе.

## Игровой процесс
Die Hard Arcade выполнена в жанре избей их всех. По сюжету главные герои игры, Джон МакКлейн и Крис Томпсен (Бруно Делинджер и Синди Холидей в японской версии), планируют спасти дочь президента США Кэролин Пауэлл от террористов. Игрок проходит уровни в одиночку или вдвоём, по пути сталкиваясь с врагами. Противников можно атаковать как руками и ногами, так и с помощью оружия, найденного и подобранного после битв, а так же использовать аптечки для восполнения здоровья. Однако, весь собранный инвентарь (кроме пистолета) в начале каждого уровня пропадает, и игроку приходится всё собирать по новой. Во время перемещений персонажа по комнатам на экране показывается небольшая заставка, в которой применяется интерактивная система Quick Time Event: игрок за определённый промежуток времени должен нажать показанную на экране комбинацию клавиш, чтобы победить врага или избежать травм. При невыполнении QTE у героев уменьшается полоска с уровнем здоровья.
В конце каждого уровня происходят сражения с боссами: это может быть байкер Хог, мексиканский борец Джоко, братья-близнецы Оси и Таббс, роботы Спайдерботс, и Волк «Белый клык» Хонго. Хотя и существует в игре несколько концовок, финальным боссом всегда будет Волк Хонго, и именно с ним игрок будет бороться на крыше небоскрёба.
Версия игры для Sega Saturn и PlayStation 2 включает в себя старенькую аркаду Deep Scan, в которой нужно уничтожать субмарины и получать за это дополнительные жизни. На остальных платформах игроку на прохождение даётся всего три жизни, и в случае их потерь, игра начинается заново.

## Оценки и мнения
| Сводный рейтинг       | Сводный рейтинг |
| Агрегатор             | Оценка          |
| --------------------- | --------------- |
| GameRankings          | 82 %            |
| MobyRank              | 72/100          |
| Иноязычные издания    |                 |
| Издание               | Оценка          |
| AllGame               | (авт.) · (SAT)  |
| Edge                  | 6/10            |
| GamePro               | 4,5/5           |
| GameSpot              | 7,1/10          |
| Shin Force            | 9,1/10          |
| The Video Game Critic | B-              |

Die Hard Arcade получила положительные отзывы от критиков. Средняя оценка, составленная сайтом Game Rankings, составляет 82 % для Sega Saturn. Версия для аркадных автоматов на сайте Allgame была оценена в четыре с половиной звезды из пяти возможных. Проект в первую очередь хвалили за игровой процесс, хоть и критики сравнивали его с различными играми от Sega. Например обозреватель из сайта The Video Game Critic сравнил Die Hard Arcade в плане битв с серией Streets of Rage, наличие оружия — с Virtua Cop. Кроме заимствований в качестве недостатков приводились долгие загрузки и отсутствия в наличии какой-либо системы оценок прохождения. Однако, несмотря на недостатки, критик был удовлетворён игрой, и похвали её за большое разнообразие оружия и наличие чувство юмора у разработчиков. Гленн Рубинштейн из GameSpot в своём обзоре находил сходства проекта с Virtua Fighter, Final Fight и Double Dragon, однако, как и его коллега из The Video Game Critic, не посчитал эти заимствования главным недостатком. По его словам, в «Die Hard Arcade нету глубины файтинга, но он предлагает нам много экшена». Шау Сакенхейм из Allgame в качестве минуса игры приводил короткое прохождение уровней. По словам рецензента из The Video Game Critic, мини-игра Deep Scan «наверное, самая медленная когда-либо сделанная аркадная игра, но всё-таки она забавная».
В основном положительно журналисты отозвались по поводу графики и визуальной составляющей игры. Рубинштейн похвалил реалистичную анимацию персонажей и музыкальное сопровождение, но раскритиковал озвучивание и звуковые эффекты. Совершенно противоположное мнение оставил представитель сайта Shin Force. Он, в отличие от своего коллеги из GameSpot, похвалил звуковые эффекты, но оставил сдержанные отзыв в адрес графики, качество которой, по мнению обозревателя, выглядит «выше среднего». Сакенхейм заявил, что текстуры могли быть лучше, и тем не менее они не плохи, но и нельзя назвать их новаторскими. Он похвалил разработчиков за создание качественной анимации и дизайн персонажей, но негативно отозвался о малополигональных моделях.